# Piliocolobus oustaleti
El colobo rojo de Oustalet (Piliocolobus oustaleti) es una especie de mono colobo rojo. Vive en diferentes tipos de bosques en el sur de Sudán del Sur, el sur de República Centroafricana, el norte de República Democrática del Congo y el noreste de República del Congo.
Come hojas, frutas, flores, yemas y posiblemente semillas.  Los machos tienen una longitud de cabeza y cuerpo de entre 45,9 y 68 cm (18,1 y 26,8 plg) con una longitud de cola de entre 55,5 y 73 cm (21,9 y 28,7 plg).  Las hembras tienen una longitud de cabeza y cuerpo de entre 52 y 64 cm (20,5 y 25,2 plg) con una longitud de cola de entre 68 y 73 cm (26,8 y 28,7 plg).  Los machos pesan aproximadamente 12,5 kg (27,6 lb) y las hembras pesan aproximadamente 8,2 kg (18,1 lb).